# 213255 Kimiyayui
213255 Kimiyayui este o planetă minoră (asteroid) din Asteroid Hungaria. A fost descoperită pe 15 martie 2001 la Kuma Kogen Astronomical Observatory⁠(d) de Akimasa Nakamura⁠(d) și a fost numită după Kimiya Yui⁠(d). 
Obiectul prezintă o orbită caracterizată de o semiaxă mare de 1,9011784084802 UAi, o excentricitate de 0,08, o înclinație de 21,8 ° în raport cu ecliptica.